# دموکراسی تحقق‌یافته
دموکراسی تحقق‌یافته: یک جایگزین مترقی (به انگلیسی: Democracy Realized: The Progressive Alternative)، اثری از فیلسوف و سیاست‌مدار روبرتو مانگابیرا آنگر است که در سال ۱۹۹۸ منتشر شد. در این کتاب، آنگر برنامه‌ای از «تجربه‌گرایی دموکراتیک» را ارائه می‌دهد که اجماع نئولیبرالی را به چالش می‌کشد، مبنی بر این‌که گزینه‌های کمی برای اصلاح پیش‌رونده ساختارهای دموکراتیک و بازار وجود دارد.

## خلاصه
در دموکراسی تحقق‌یافته، آنگر تغییر در کانون تضاد ایدئولوژیک جهانی را از زمان فروپاشی کمونیسم از تضاد قدیمی بین دولت‌گرایی و خصوصی‌گرایی، به تضاد ایدئولوژیک جدید در مورد اشکال بدیل سازمان اقتصادی، اجتماعی و سیاسی توصیف می‌کند. آنگر به دشواری مداوم، در فرمول‌بندی جایگزین‌های معتبر برای برنامه نئولیبرال در این شرایط اشاره می‌کند. او در این کتاب برنامه‌ای را برای غلبه بر این مشکلات از طریق تمرینی ارائه می‌کند که او آن را «تجربه‌گرایی دموکراتیک» توصیف می‌کند.
در قلب برنامه بهره‌وری آنگر توضیح او در مورد تفاوت بین تولید پیش‌تاز و تولید عقب‌مانده در شرکت‌های تجاری است. او معتقد است که شیوه‌های تولید پیش‌تاز، که شامل آموزش مداوم، تضاد ملایم بین فعالیت‌های تعیین تکلیف و اجرای وظیفه، فرهنگ هم‌کاری بین شرکت‌های پیش‌تاز، و تمرین آزمایش دائمی است، در حال حاضر در بخش‌های نسبتاً کمی از کشور وجود دارد. اقتصادی که پیوندهای بیش‌تری با یکدیگر، فراتر از مرزهای ملی، نسبت به اقتصادهای عقب‌مانده کشورهای خود دارند. آنگر استدلال می‌کند که شیوه‌های پیشتازانه‌ای که توسط این شرکت‌ها و صنایع مدل‌سازی شده‌اند، کلید پیشرفت مولد در جهان معاصر هستند و باید فراتر از پیشاهنگ تولیدی به تمام حوزه‌های جامعه، با کمک دولتی که در راستای خطوط تجربی دموکراتیک تنظیم شده‌است، گسترش یابد. آنگر تغییراتی را که در نظر دارد در دولت بیان می‌کند، از جمله مکانیسم‌هایی برای شکستن بن‌بست بین اجزای دولت، مقرراتی برای افزایش بسیج سیاسی، دسترسی گسترده و دموکراتیک‌شده به سرمایه، نرخ پس‌انداز اجتماعی بالاتر، منابع قابل توجه اختصاص داده‌شده به مواهب اجتماعی، و نقش مرکزی. به مدرسه‌ای که کودکان را به‌عنوان پیامبران کوچک تربیت می‌کند تا به شهروندانی آگاه، خلاق و بسیج‌شده از دموکراسی توانمندی که آنگر در نظر دارد، تبدیل شوند.
آنگر کتاب را با مانیفستی متشکل از سیزده تز پایان می‌دهد که اصول تجربی‌گرایی دموکراتیک را خلاصه می‌کند.